# Aa mandonii
Aa mandonii, endemska vrsta orhideje rasprostranjene u Boliviji i Peruu na andskom Altiplanu. Reichenbach ju je isprva klasificirao rodu Altensteinia, a Schlechter rodu Aa.

## Sinonim
1. Altensteinia mandonii Rchb.f.